# رولکس
رولکس (Rolex SA) یک شرکت ساعت‌سازی سوئیسی است. ساعت‌های رولکس از اعتبار و شهرت زیادی نزد مردم جهان برخوردارند.
رولکس؛ شکوهی بی‌پایان در دنیای ساعت‌های لوکس
این برند لاکچری همواره در رقابت با برند لوکس سوییسی دیگر امگا است که این دو برند جزو شناخته شده ترین برند های لوکس ساعت در جهان به شمار میروند.
رولکس به عده ای افراد لوکس،ثروتمند،باادب که فرهنگ و اداب بسیار خوبی داشتند میگفتند؛ این افراد کاشف الماس بودند و همه چیز انها از الماس بود سپس در سال های بعد ان اسم را برا کمپانی ساعت انتخاب کردند
در رتبه‌بندی قدرتمندترین برندهای دنیا در سال ۲۰۱۲ که توسط فوربس انجام شده، کمپانی رولکس در رتبه ۵۷ قرار دارد.

## تاریخچه

### شروع کار
آلفرد دیویس و هانس ویلسدروف برادران ناتنی یک دیگر بودند که در همان سال ۱۹۰۵ با هم کاری یک دیگر موتورهای سوئیسی هرمان را به انگلستان وارد می‌کردند و آن‌ها را به دیگر سازندگان ساعت همچون دنیسون می‌فروختند، این ساعت‌ها با حک شدن اول نام این دو برادر بر روی عقربه‌های آن‌ها به شکل W&D تولید می‌شد.

### نامگذاری
در سال ۱۹۰۸ این دو برادر نام تجاری رولکس را برای بیزینس خود انتخاب کردند و دفتر خود را در سوئیس باز کردند. از نظر بیسدورف نام “Rolex” در بسیاری از زبان‌ها قابل ادا کردن بود و دارای حروف کمی بود و به همین دلایل به راحتی نوشته می‌شد همچنین به اندازه‌ای کوتاه بود تا بر روی بدنه ساعت حک شود و این دلایلی بود برای انتخاب این نام برای کمپانی W&D.

### در جنگ جهانی
در سال ۱۹۱۹ با شروع جنگ جهانی و افزایش قیمت نقره و طلا در انگلستان که مورد استفاده زیادی در ساعت‌های گرانقیمت داشت، بیسدورف انگلستان را به قصد ژنو ترک کرد، به تعبیری این کمپانی بعد از گذشت ۱۴ سال به ژنو سوئیس نقل مکان کردند.
و از آن سال به بعد ساعت رولکس را در کشور سوئیس (مهد تولید ساعت مچی جهان) ادامه دادند و توانستند به موفقیت‌های زیادی همچون فروش با گستره‌ای در کل جهان دست پیدا کنند.

## فناوری‌ها
رولکس ابداع‌کننده بسیاری از تکنولوژی‌های ساخت ساعت در جهان بود از جمله این خلاقیت‌ها می‌توان به موارد زیر اشاره کرد.
- اولین ساعت ضدآب در جهان با نام اویستر
- اولین ساعت مچی با قابلیت تغییر اتوماتیک تاریخ در سال ۱۹۴۵
- اولین ساعت مچی ضدآب که تا عمق ۱۰۰ متری کار می‌کرد در سال ۱۹۵۳
- اولین ساعت مچی با قابلیت نمایش دو زمان مجزا در سال ۱۹۵۴
- اولین ساعت مچی با قابلیت تغییر اتوماتیک روز و تاریخ در سال ۱۹۵۶
- اولین کمپانی ساعت‌سازی که موفق به اخذ مجوز کرنومتر برای یک ساعت مچی شد.
- رولکس اخیرا اولین ساعت از جنس تیتانیم تولیدی خود را در نوامبر 2022 معرفی کرد به نام Deepsea که تا عمق 11000 متری نیز در برابر آب مقاوم است.

## دربارهٔ شرکت
هم‌اکنون رولکس با ۲۸۰۰ کارمند و نمایندگی فروش در بسیاری از نقاط جهان بزرگترین تولیدکننده ساعت‌های لوکس مچی دنیا است که به‌طور متوسط ۲۰۰۰ ساعت در روز تولید می‌کند و به صورت کلی قیمت ساعت رولکس به صورت کلی مقداری بالاتر از نرمال درآمد جامعه می‌باشد.

## نگارخانه

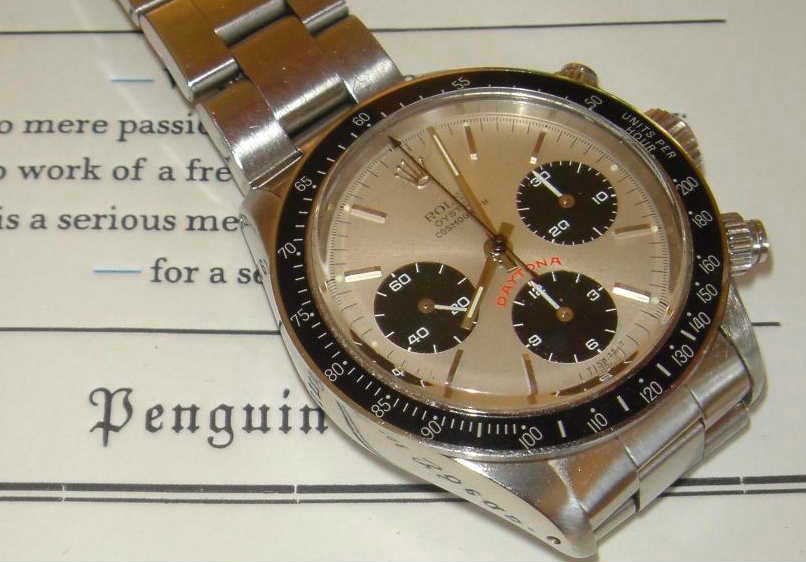
شماره مدل 6263 استیل رولکس دیتونا با صفحه سفید رنگ.
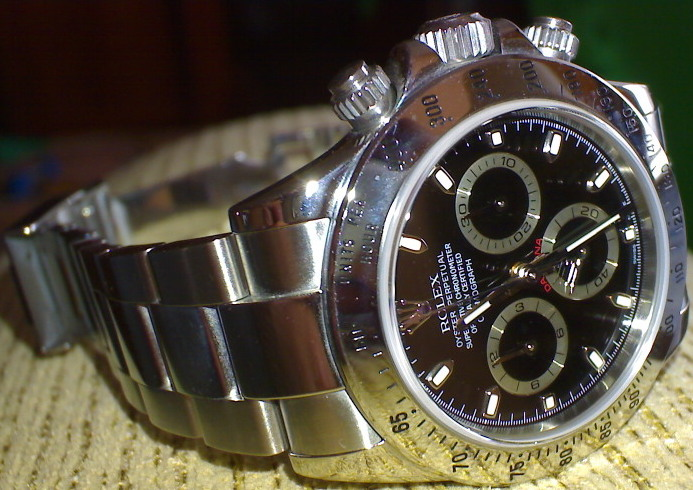
شماره مدل 116520 صفحه مشکی استیل رولکس دیتونا.
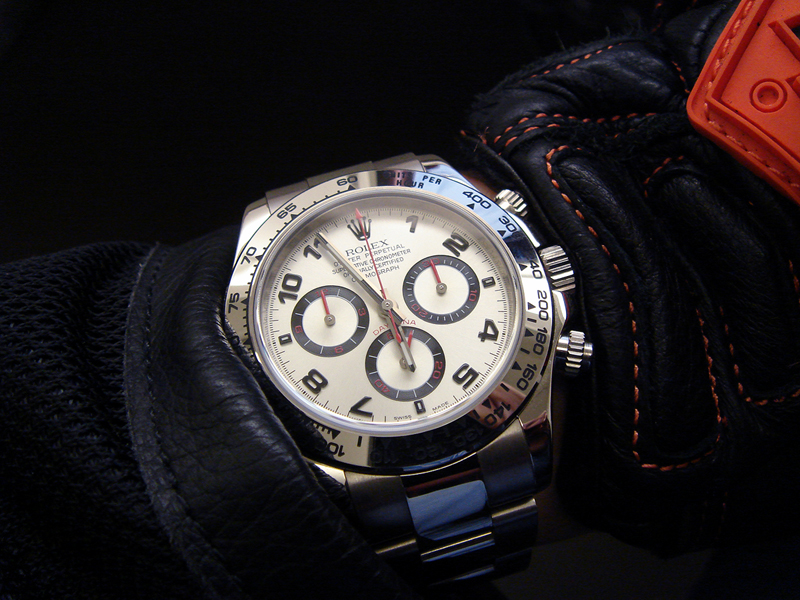
شماره مدل 116509 طلای سفید صفحه نقره ای رولکس دیتونا.
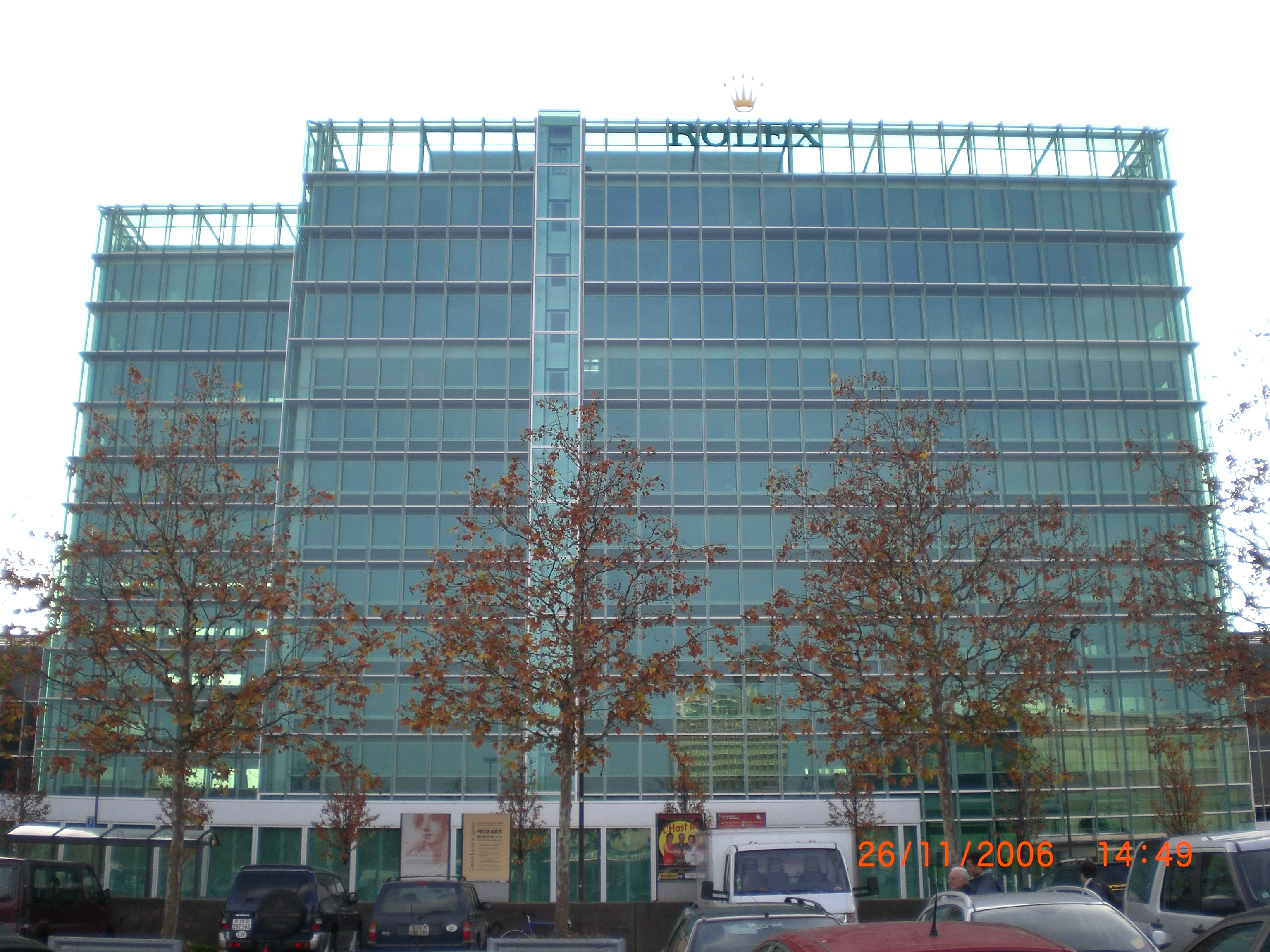
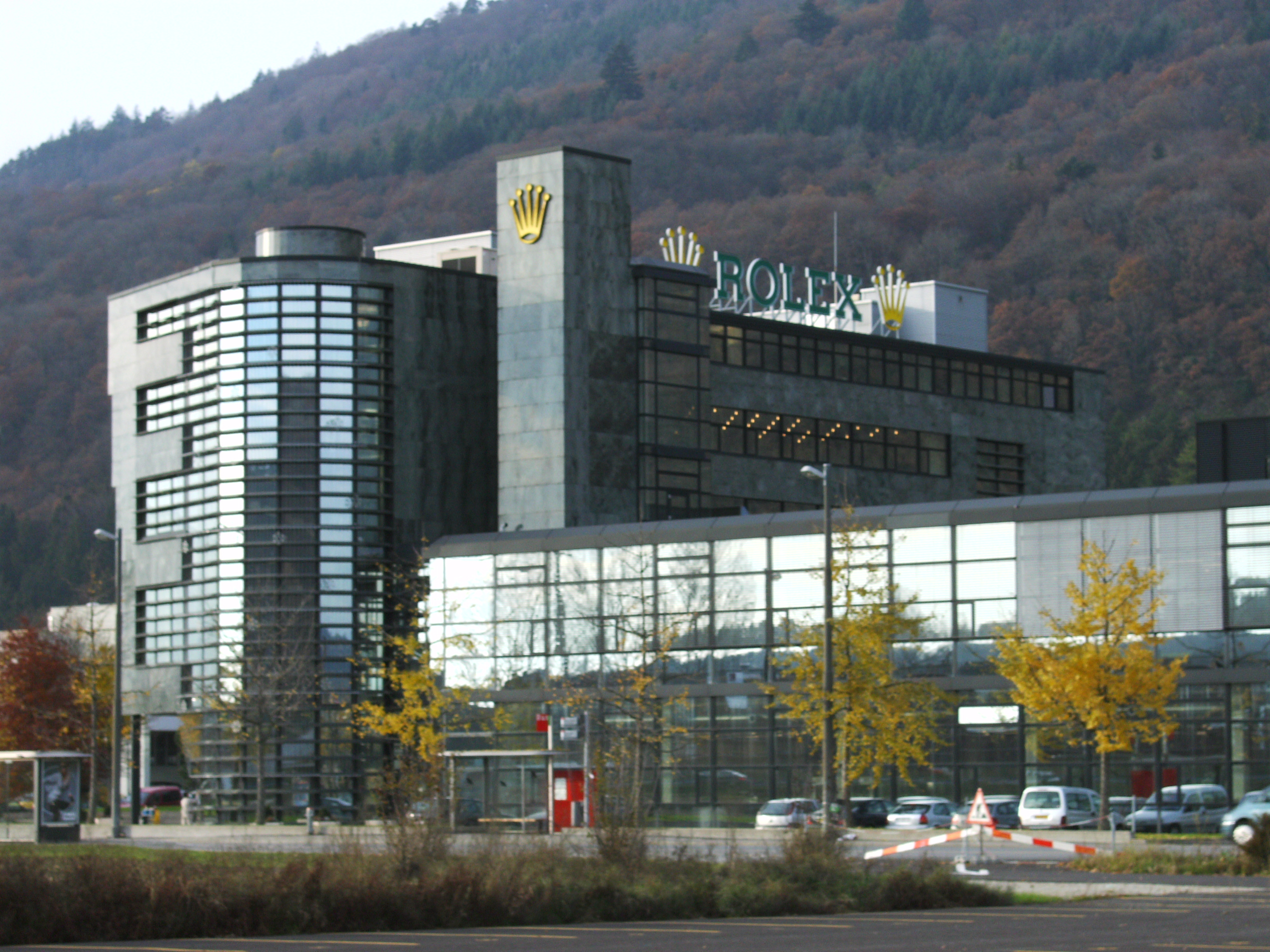
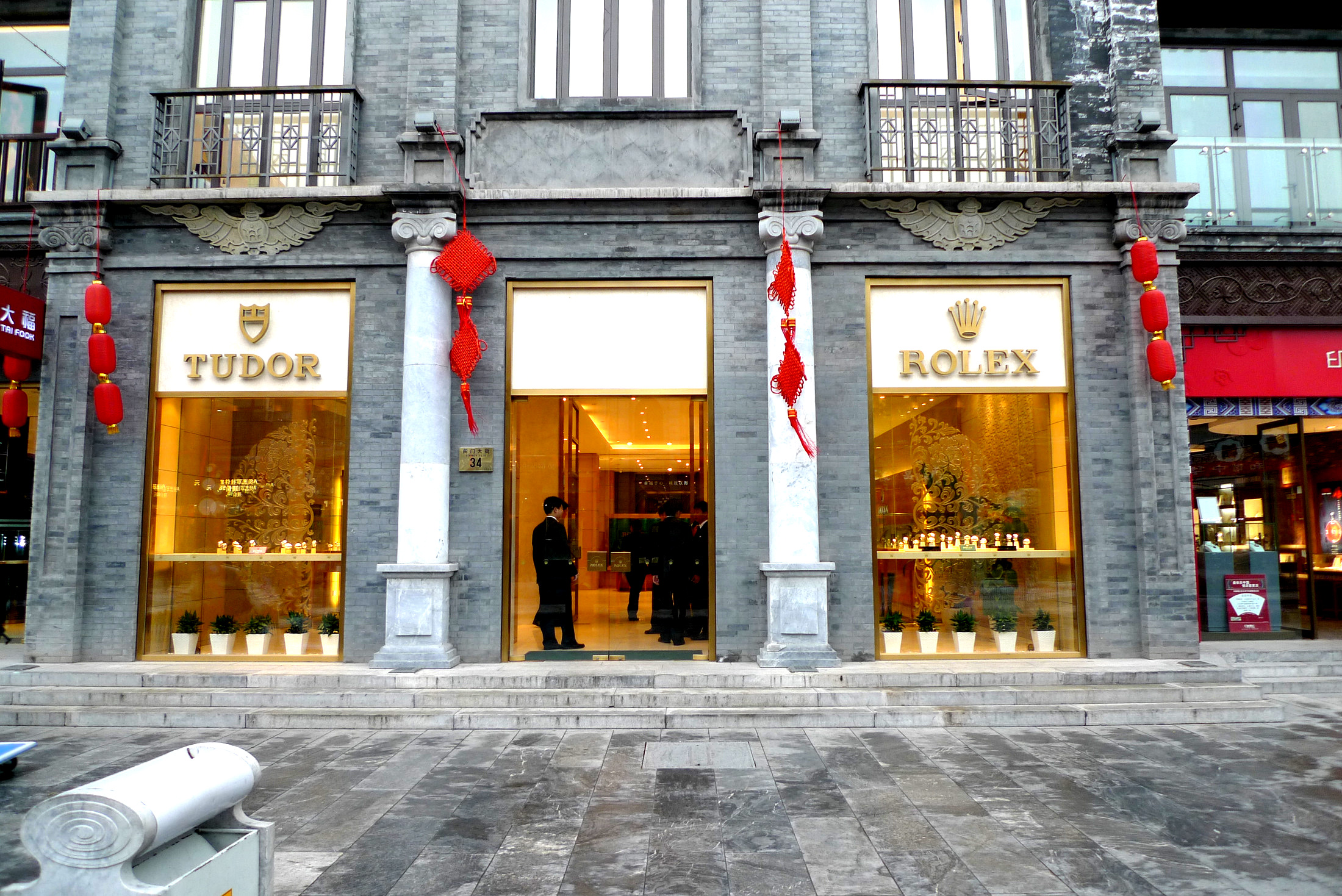
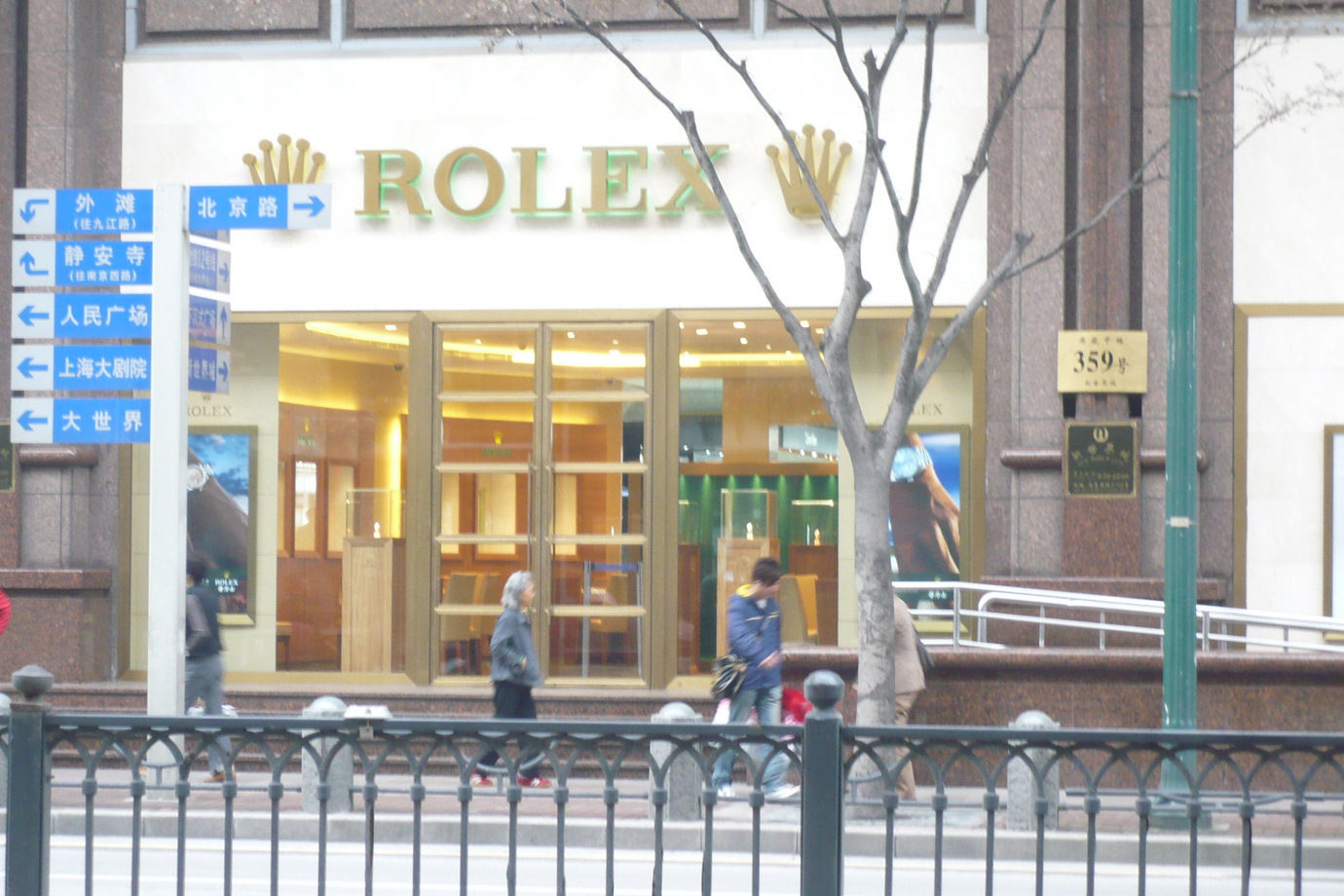
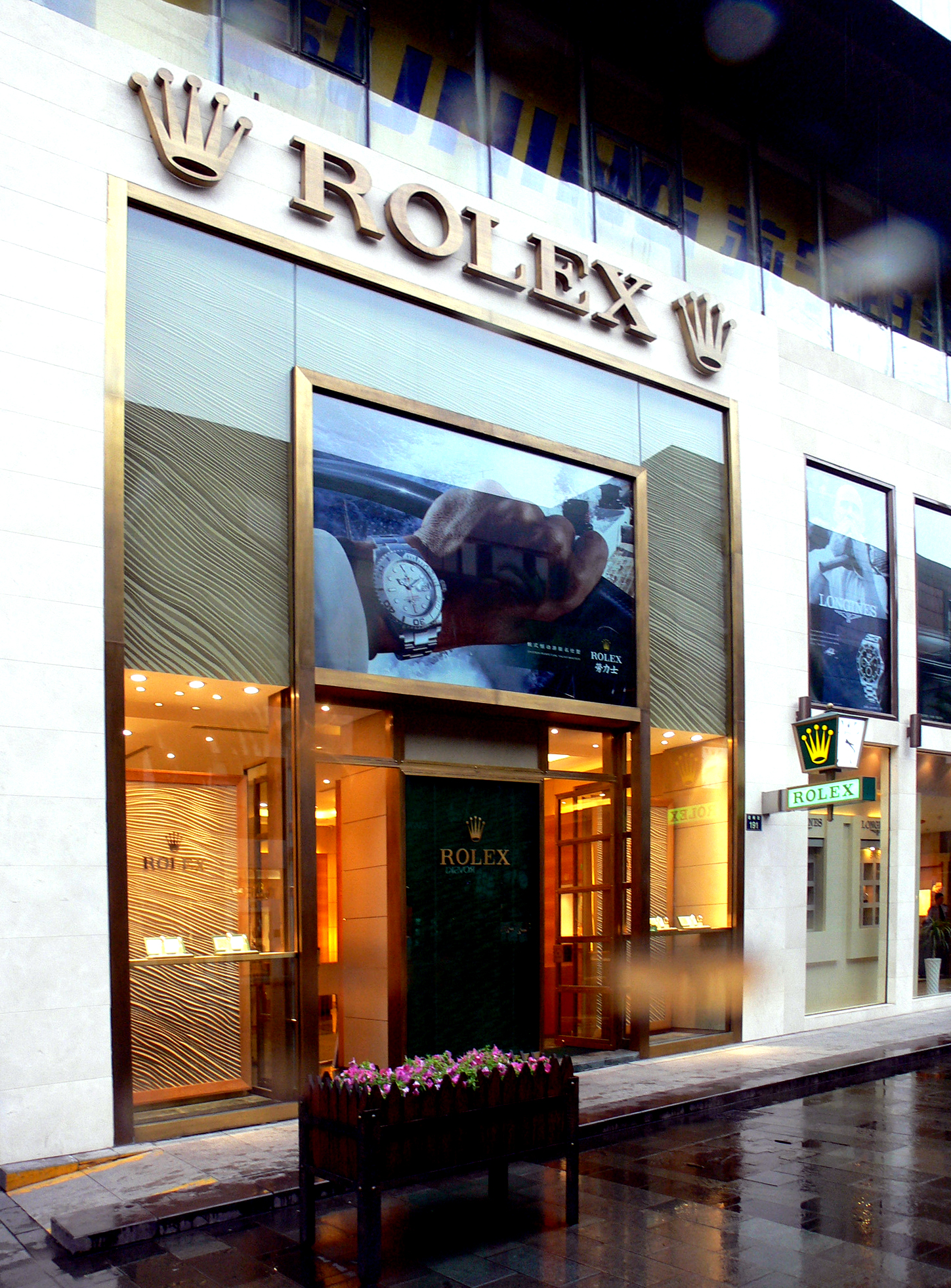